# Liste des pays d'Europe
- États métropolitains entièrement européens
- Partie européenne d'un État transcontinental

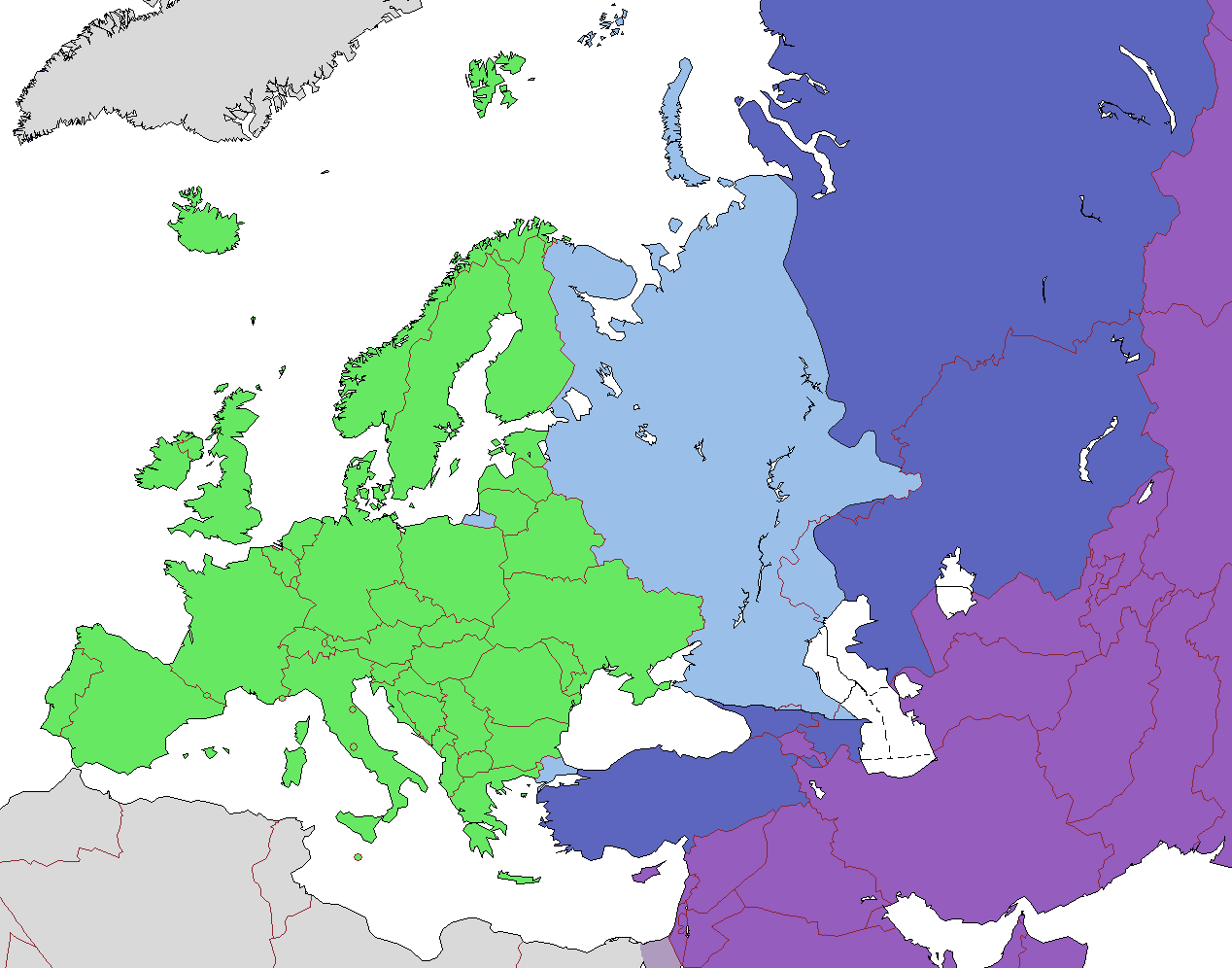
États métropolitains entièrement européens
Partie européenne d'un État transcontinental (Russie, Turquie)
Les territoires d'outre-mer de six États métropolitains européens en font aussi des États transcontinentaux (Danemark, Espagne, France, Pays-Bas, Portugal et Royaume-Uni)

La liste ci-dessous comprend toutes les entités géographiques correspondant, même partiellement, à au moins une définition de l'Europe. 55 États souverains (dont cinq ont une reconnaissance limitée) sont considérés comme appartenant au territoire européen et/ou adhérents à des organisations européennes internationales. Huit zones ne font pas entièrement partie d'un État européen ou ont des statuts politiques spéciaux.

## Définition de l'Europe comme continent
La définition géographique la plus commune fixe la frontière entre l'Asie et l'Europe le long de l'Oural, le fleuve Oural à l'est, le Grand Caucase et la mer Noire et ses détroits du Bosphore et des Dardanelles au sud. Avec ce découpage, les États transcontinentaux Azerbaïdjan, Géorgie, Kazakhstan, Russie et Turquie se situent à la fois en Asie et en Europe.
L'île de Chypre est souvent considérée comme européenne bien que située au sud de l'Anatolie.
Alors que la mer Méditerranée représente une frontière nette entre l'Afrique et l'Europe, quelques îles traditionnellement européennes comme Malte, la Sicile, Pantelleria et les îles Pélages sont situées sur la plaque africaine. L'Islande est située sur la dorsale médio-atlantique, entre les plaques eurasienne et nord-américaine.
Certains États situés hors de l'Europe géographique ont des liens importants avec les États européens. Israël est parfois considéré comme une partie géopolitique de l'Europe et le pays participe également à des compétitions sportives européennes. Le Groenland est un pays constitutif du Danemark et il est associé à l'Union européenne, bien qu'il soit situé sur le continent américain.
D'autres territoires appartiennent à des pays européens mais sont situés en dehors de l'Europe géographique, comme la France d'outre-mer, les villes espagnoles de Ceuta et Melilla ou Aruba formant un État des Pays-Bas.

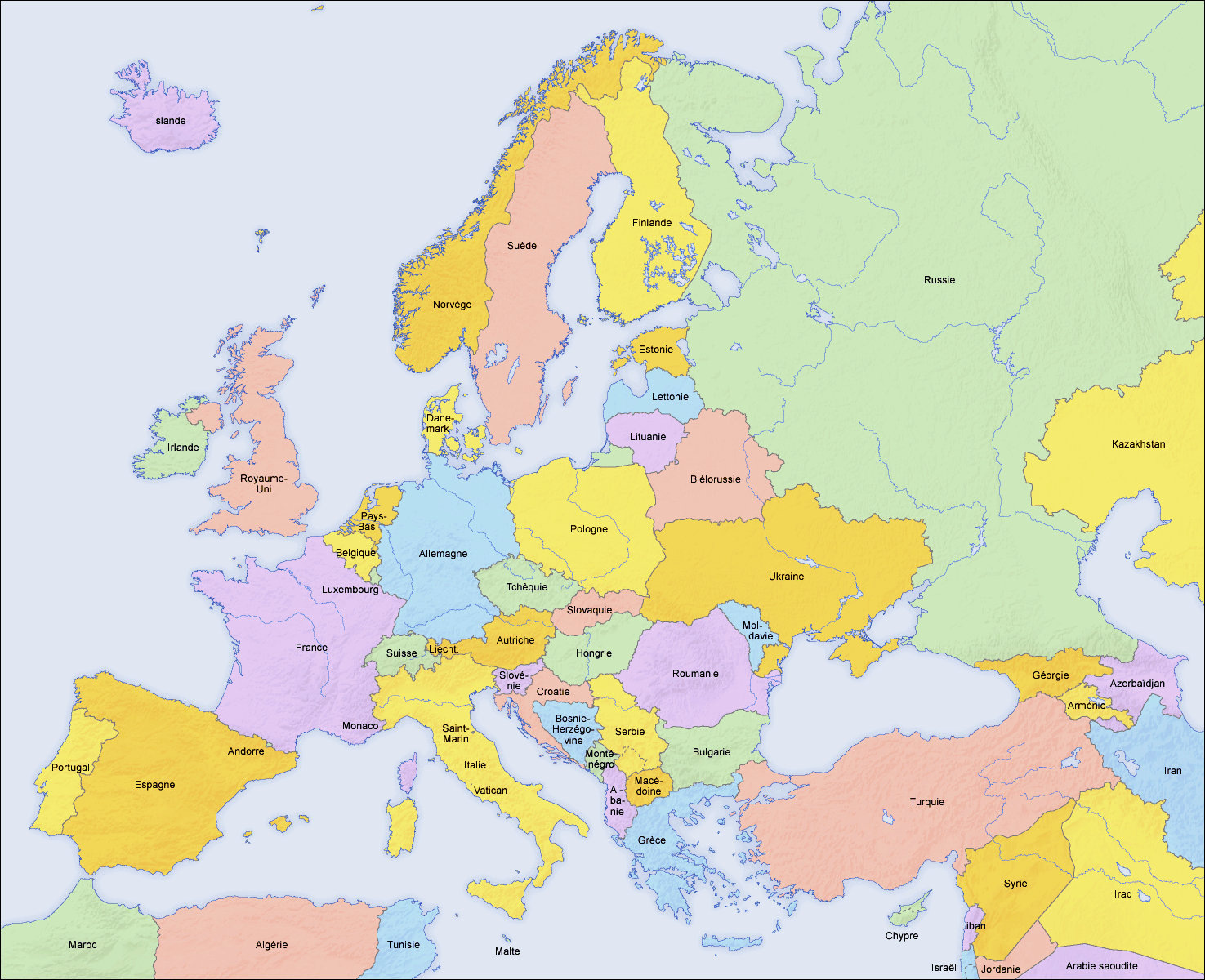
Carte de l'Europe politique et des territoires alentour.

## États souverains
Selon la convention de Montevideo, un État souverain doit « être peuplé en permanence, contrôler un territoire défini, être doté d’un gouvernement, et être apte à entrer en relation avec les autres États ».

### États reconnus
50 États reconnus souverains internationalement ont un territoire situé en Europe selon la définition commune et/ou sont membres d'organisations internationales européennes dont 44 ont leur capitale en Europe. Tous excepté le Vatican sont membres des Nations unies et tous à part le Bélarus, le Kazakhstan et le Vatican sont membres du Conseil de l'Europe.
27 de ces pays sont également membres de l'Union européenne.
Chaque entrée dans cette liste présente une carte de l'implantation de l'État en Europe. Le territoire européen du pays est en vert foncé, le territoire situé en-dehors de l'Europe est en vert clair. Un vert plus clair est utilisé sur les cartes des membres de l'Union européenne et représente les pays membres de l'Union européenne.
| * | = Membre de l'Union européenne |

| Drapeau                  | Carte                                 | Noms français formes courtes et longues ,                       | Noms originaux formes courtes et longues , | Capitale , | Population  | Superficie     |
| ------------------------ | ------------------------------------- | --------------------------------------------------------------- | --- | --- | ----------- | -------------- |
|                          | Map showing Albania in Europe         | Albanie République d'Albanie                                    | albanais : Shqipëri / Shqipëria — Republika e Shqipërisë | Tirana albanais : Tiranë                                                                                            | 3 088 385   | 28 748 km2     |
|                          |                                       | Allemagne* République fédérale d'Allemagne                      | allemand : Deutschland — Bundesrepublik Deutschland | Berlin allemand : Berlin                                                                                            | 84 673 158  | 357 022 km2    |
|                          |                                       | Andorre Principauté d'Andorre                                   | catalan : Andorra — Principat d'Andorra | Andorre-la-Vieille catalan : Andora la Vella                                                                        | 86 280      | 468 km2        |
| Flag of Armenia          | Map showing Armenia in Europe         | Arménie République d'Arménie                                    | arménien : Հայաստան — Հայաստանի Հանրապետություն (Hayastan — Hayastani Hanrapetut'yun)                                                                                                | Erevan arménien : Երևան (Yerevan)                                                                                   | 3 060 631   | 29 743 km2     |
|                          |                                       | Autriche* République d'Autriche                                 | allemand : Österreich — Republik Österreich | Vienne allemand : Wien                                                                                              | 9 160 000   | 83 871 km2     |
| Drapeau de l'Azerbaïdjan | Carte situant l'Azerbaïdjan en Europe | Azerbaïdjan République d'Azerbaïdjan                            | azéri : Azǝrbaycan — Azǝrbaycan Respublikası | Bakou azéri : Bakı                                                                                                  | 9 686 210   | 86 600 km2     |
|                          |                                       | Belgique* Royaume de Belgique                                   | allemand : Belgien — Königreich Belgien français : Belgique — Royaume de Belgique néerlandais : België — Koninkrijk België                                                           | Bruxelles allemand : Brüssel français : Bruxelles néerlandais : Brussel                                             | 11 748 716  | 30 528 km2     |
|                          |                                       | Biélorussie République du Biélorussie                           | biélorusse : Белару́сь — Рэспубліка Беларусь (Bielaruś — Respublika Belarus) russe : Беларусь — Республика Беларусь (Byelarus — Respublika Belarus)                                   | Minsk biélorusse : Мінск (Minsk) russe : Минск (Minsk)                                                              | 9 477 918   | 207 600 km2    |
|                          |                                       | Bosnie-Herzégovine                                              | bosnien, croate, serbe latin : Bosna i Hercegovina bosnien, serbe cyrillique : Босна и Херцеговина                                                                                   | Sarajevo bosnien, croate, serbe latin : Sarajevo bosnien, serbe cyrillique : Сарајево                               | 3 824 782   | 51 197 km2     |
|                          |                                       | Bulgarie* République de Bulgarie                                | bulgare : България — Република България (Bǎlgarija — Republika Bǎlgarija) | Sofia bulgare : София (Sofia)                                                                                       | 6 838 937   | 110 879 km2    |
|                          | Map showing Cyprus in Europe          | Chypre* République de Chypre                                    | grec moderne : Κύπρος — Κυπριακή Δημοκρατία (Kýpros — Kypriakí Dimokratí) turc : Kıbrıs — Kıbrıs Cumhuriyeti                                                                         | Nicosie grec moderne : Λευκωσία (Lefkosia) turc : Lefkoşa                                                           | 1 266 676   | 9 251 km2      |
|                          |                                       | Croatie* République de Croatie                                  | croate : Hrvatska — Republika Hrvatska | Zagreb croate : Zagreb                                                                                              | 3 888 529   | 56 594 km2     |
|                          |                                       | Danemark* Royaume de Danemark                                   | danois : Danmark — Kongeriget Danmark | Copenhague danois : København                                                                                       | 5 873 420   | 2 210 579 km2  |
|                          |                                       | Espagne* Royaume d'Espagne                                      | espagnol : Reino de España catalan : Regne d'Espanya basque : Espainiako Erresuma | Madrid espagnol : Madrid                                                                                            | 48 592 909  | 505 370 km2    |
|                          |                                       | Estonie* République d'Estonie                                   | estonien : Eesti — Eesti Vabariik | Tallinn estonien : Tallinn                                                                                          | 1 365 884   | 45 228 km2     |
|                          |                                       | Finlande* République de Finlande                                | finnois : Suomi — Suomen tasavalta suédois : Finland — Republiken Finland | Helsinki finnois : Helsinki suédois : Helsingfors                                                                   | 5 527 000   | 338 145 km2    |
|                          | Map showing France in Europe          | France* République française                                    | français : France — République française | Paris français : Paris                                                                                              | 68 373 433  | 643 427 km2    |
| Flag of Georgia          | Map showing Georgia in Europe         | Géorgie                                                         | géorgien : საქართველო (Sakartvelo) | Tbilissi géorgien : თბილისი (t'bilisi)                                                                              | 4 935 880   | 69 700 km2     |
|                          |                                       | Grèce* République hellénique                                    | grec moderne : Ελλάδα — Ελληνική Δημοκρατία (Elládha — Ellinikí Dhimokratía) | Athènes grec moderne : Αθήνα (Athína)                                                                               | 10 482 487  | 131 957 km2    |
|                          |                                       | Hongrie*                                                        | hongrois : Magyarország | Budapest hongrois : Budapest                                                                                        | 9 771 827   | 93 028 km2     |
|                          |                                       | Irlande*                                                        | anglais : Ireland irlandais : Éire | Dublin anglais : Dublin irlandais : Baile Átha Cliath                                                               | 5 011 500   | 70 273 km2     |
|                          |                                       | Islande République d'Islande                                    | islandais : Ísland — Lýðveldið Ísland | Reykjavík islandais : Reykjavík                                                                                     | 387 758     | 103 000 km2    |
|                          |                                       | Italie* République italienne                                    | italien : Italia — Repubblica Italiana | Rome italien : Roma                                                                                                 | 58 851 000  | 301 340 km2    |
|                          |                                       | Kazakhstan République du Kazakhstan                             | kazakh : Қазақстан — Қазақстан Республикасы (Qazaqstan — Qazaqstan Respūblīkasy) russe : Казахстан — Республика Казахстан (Kazahstan — Respublika Kazahstan)                         | Astana kazakh : Нұр-Сұлтан                                                                                          | 20 000 000  | 2 724 900 km2  |
|                          |                                       | Lettonie* République de Lettonie                                | letton : Latvija — Latvijas Republika | Riga letton : Rīga                                                                                                  | 1 907 675   | 64 589 km2     |
|                          |                                       | Liechtenstein Principauté du Liechtenstein                      | allemand : Liechtenstein — Fürstentum Liechtenstein | Vaduz allemand : Vaduz                                                                                              | 39 039      | 160 km2        |
|                          |                                       | Lituanie* République de Lituanie                                | lituanien : Lietuva — Lietuvos Respublika | Vilnius lituanien : Vilnius                                                                                         | 2 731 464   | 65 300 km2     |
|                          |                                       | Luxembourg* Grand Duché du Luxembourg                           | allemand : Luxemburg — Großherzogtum Luxemburg français : Luxembourg — Grand-Duché de Luxembourg luxembourgeois : Lëtzebuerg                                                         | Luxembourg allemand : Luxemburg français : Luxembourg luxembourgeois : Lëtzebuerg                                   | 672 050     | 2 586 km2      |
|                          |                                       | Macédoine du Nord République de Macédoine du Nord               | macédonien : Македонија — Република Северна Македонија (Makedonija — Republika Severna Makedonija)                                                                                   | Skopje macédonien : Скопје (Skopje)                                                                                 | 1 836 713   | 25 713 km2     |
|                          |                                       | Malte* République de Malte                                      | anglais : Malta — Republic of Malta maltais : Malta — Repubblika ta' Malta | La Valette anglais : Valletta maltais : Valletta                                                                    | 518 536     | 316 km2        |
|                          |                                       | Moldavie République de Moldavie                                 | roumain : Moldova — Republica Moldova | Chișinău roumain : Chișinău                                                                                         | 2 681 735   | 33 851 km2     |
|                          | Map showing Monaco in Europe          | Monaco Principauté de Monaco                                    | français : Monaco — Principauté de Monaco | Monaco français : Monaco                                                                                            | 39 150      | 2 km2          |
|                          |                                       | Monténégro                                                      | Monténégrin: Црна Гора (Crna Gora) | Podgorica monténégrin: Подгорица (Podgorica)                                                                        | 609 859     | 13 812 km2     |
|                          |                                       | Norvège Royaume de Norvège                                      | bokmål : Norge — Kongeriket Norge nynorsk : Noreg — Kongeriket Noreg | Oslo norvégien : Oslo                                                                                               | 5 550 203   | 323 802 km2    |
|                          |                                       | Pays-Bas* Royaume des Pays-Bas                                  | néerlandais : Nederland — Koninkrijk der Nederlanden | Amsterdam (capitale) La Haye (siège du gouvernement) néerlandais : Amsterdam néerlandais : 's-Gravenhage / Den Haag | 17 958 578  | 41 543 km2     |
|                          |                                       | Pologne* République de Pologne                                  | polonais : Polska — Rzeczpospolita Polska | Varsovie polonais : Warszawa                                                                                        | 37 991 766  | 312 685 km2    |
|                          |                                       | Portugal* République portugaise                                 | portugais : Portugal — República Portuguesa | Lisbonne portugais : Lisboa                                                                                         | 10 302 674  | 92 090 km2     |
|                          |                                       | Roumanie*                                                       | roumain : România | Bucarest roumain : București                                                                                        | 19 038 098  | 238 391 km2    |
|                          | Map showing the UK in Europe          | Royaume-Uni Royaume-Uni de Grande-Bretagne et d'Irlande du Nord | anglais : United Kingdom — United Kingdom of Great Britain and Northern Ireland | Londres anglais : London                                                                                            | 67 886 004  | 243 610 km2    |
|                          | Map showing Russia in Europe          | Russie Fédération de Russie                                     | russe : Росси́я — Российская Федерация (Rossija — Rossijskaja Federacija) | Moscou russe : Москва (Moskva)                                                                                      | 146 170 015 | 17 098 242 km2 |
|                          |                                       | Saint-Marin République de Saint-Marin                           | italien : San Marino — Repubblica di San Marino | Saint-Marin italien : San Marino                                                                                    | 33 938      | 61 km2         |
|                          |                                       | Serbie République de Serbie                                     | serbe : Србија — Република Србија, Srbija – Republika Srbija | Belgrade serbe : Београд, Beograd                                                                                   | 6 693 375   | 88 361 km2     |
|                          |                                       | Slovaquie* République slovaque                                  | slovaque : Slovensko — Slovenská republika | Bratislava slovaque : Bratislava                                                                                    | 5 452 025   | 49 035 km2     |
|                          |                                       | Slovénie* République de Slovénie                                | slovène : Slovenija — Republika Slovenija | Ljubljana slovène : Ljubljana                                                                                       | 2 102 678   | 20 273 km2     |
|                          |                                       | Suède* Royaume de Suède                                         | suédois : Sverige — Konungariket Sverige | Stockholm suédois : Stockholm                                                                                       | 10 548 877  | 450 295 km2    |
|                          |                                       | Suisse Confédération Suisse                                     | allemand : Schweiz — Schweizerische Eidgenossenschaft français : Suisse — Confédération Suisse italien : Svizzera — Confederazione Svizzera romanche : Svizra — Confederaziun svizra | Berne allemand : Bern français : Berne italien : Berna romanche : Berna                                             | 9 002 763   | 41 277 km2     |
|                          |                                       | Tchéquie* République tchèque                                    | tchèque : Česko — Česká republika | Prague tchèque : Praha                                                                                              | 10 882 235  | 78 867 km2     |
|                          |                                       | Turquie République de Turquie                                   | turc : Türkiye — Türkiye Cumhuriyeti | Ankara turc : Ankara                                                                                                | 85 372 377  | 783 562 km2    |
|                          | Map showing Ukraine in Europe         | Ukraine                                                         | ukrainien : Украïна (Ukraina) | Kiev ukrainien : Київ (Kyiv)                                                                                        | 44 983 019  | 603 550 km2    |
|                          |                                       | Vatican État de la Cité du Vatican Saint-Siège                  | italien : Vaticano — Stato della Città del Vaticano latin : Sancta Sedes | Cité du Vatican italien : Città del Vaticano                                                                        | 511         | 0,44 km2       |

### États avec une reconnaissance limitée
L'existence des cinq États suivants est en lien avec la géopolitique régionale de l'Europe du Sud-Est et du Caucase ; trois reçoivent l'aide de la Russie, un autre (Chypre du Nord) de la Turquie. Ces États indépendants de facto ont une reconnaissance diplomatique partielle, par au moins un État des Nations unies ; l'un d'entre eux (Transnistrie) n'a pas de reconnaissance diplomatique de la part d'un État membre des Nations unies, mais est reconnu comme États souverain par au moins un État non-membre.

| Drapeau | Carte                                 | Noms français formes courtes et longues                   | Statut | Noms originaux formes courtes et longues , | Capitale                                                            | Population | Superficie |
| ------- | ------------------------------------- | --------------------------------------------------------- | --- | --- | ------------------------------------------------------------------- | ---------- | ---------- |
|         | Map showing Abkhazia in Europe        | Abkhazie République d'Abkhazie                            | De jure république autonome de Géorgie. De facto État indépendant reconnu par quatre États membres des Nations unies.                                                                                                   | abkhaze : Аҧсны (Apsny) russe : Абха́зия (Abhazia) | Sukhumi abkhaze : Аҟəа (Akwa) russe : Сухуми                        | 250 000    | 8 660 km2  |
|         |                                       | Kosovo République du Kosovo                               | Reconnu par des membres des Nations unies. La Serbie ne reconnaît pas la déclaration d'indépendance du Kosovo de 2008 et le considère, avec le reste des membres des Nations unies, comme une de ses régions autonomes. | albanais : Kosova / Kosovë — Republika e Kosovës serbe : Косово — Република Косово, Kosovo – Republika Kosovo | Pristina albanais : Prishtina, Prishtinë serbe : Приштина, Priština | 1 836 529  | 10 887 km2 |
|         | Map showing Northern Cyprus in Europe | Chypre du Nord République turque de Chypre du Nord        | De jure partie de la république de Chypre. De facto État indépendant reconnu par la Turquie. | turc : Kuzey Kıbrıs — Kuzey Kıbrıs Türk Cumhuriyeti | Nicosie turc : Lefkoşa                                              | 294 906    | 3 355 km2  |
|         | Map showing Transnistria in Moldova   | Transnistrie ou Pridnestrie République moldave du Dniestr | De jure région autonome de Moldavie. De facto État indépendant reconnu par trois États non membres des Nations unies.                                                                                                   | moldave : Нистрянэ — Република Молдовеняскэ Нистрянэ (Transnistria — Republica Moldovenească Nistreană) russe : Приднестрóвье — Приднестрóвская Молдáвская Респýблика (Pridnestrov'ye — Pridnestrovskaya Moldavskaya Respublika) ukrainien : Придністров'я — Придністровська Молдавська Республіка (Prydnistrov'ya — Pridnistrovs'ka Moldavs'ka Respublika) | Tiraspol moldave : Тираспол russe : Тирáсполь ukrainien : Тирасполь | 530 000    | 3 500 km2  |
|         | Map showing South Ossetia in Europe   | République d'Ossétie du Sud Ossétie du Sud-Alanie         | De jure partie de la Géorgie. De facto État indépendant reconnu par quatre États membres des Nations unies. | ossète : Хуссар Ирыстон — Республикӕ Хуссар Ирыстон (Khussar Iryston — Respublikæ Khussar Iryston) russe : Южная Осетия — Республика Южная Осетия (Yuzhnaya Osetiya — Respublika Yuzhnaya Osetiya) | Tskhinvali ossète : Цхинвал or Чъреба (Chreba)                      | 70 000     | 3 900 km2  |

## Territoires dépendants
Les six entités européennes suivantes sont des territoires dépendants
| * | = Membre de l'Union européenne, bien qu'il puisse y avoir des arrangements spéciaux |

| Drapeau | Carte                                                  | Noms français formes courtes et longues, | Statut                                  | Noms originaux formes courtes et longues                                                                                                 | Capitale                                                                                                | Population | Superficie |
| ------- | ------------------------------------------------------ | ---------------------------------------- | --------------------------------------- | --- | --- | ---------- | ---------- |
|         | Map showing Akrotiri and Dhekelia in Cyprus            | Akrotiri et Dhekelia                     | Territoire britannique d'outre-mer      | anglais : Akrotiri and Dhekelia — Sovereign Base Areas of Akrotiri and Dhekelia                                                          | Episkopi Cantonment anglais : Episkopi Cantonment                                                       | 15 700     | 254 km2    |
|         |                                                        | Îles Féroé                               | Pays constitutif du Royaume du Danemark | Føroyar danois : Færøerne | Tórshavn danois : Thorshavn                                                                             | 49 947     | 1 393 km2  |
|         |                                                        | Gibraltar*                               | Territoire britannique d'outre-mer      | anglais : Gibraltar | Gibraltar anglais : Gibraltar                                                                           | 29 185     | 6,5 km2    |
|         | Map showing Guernsey in relation to the United Kingdom | Guernesey Bailliage de Guernesey         | Dépendances de la Couronne              | anglais : Guernsey — Bailiwick of Guernsey français : Guernesey — Bailliage de Guernesey guernesiais: Guernesey — Bailliage de Guernesey | Saint Peter Port anglais : Saint Peter Port français : Saint Pierre Port guernesiais: Saint Pierre Port | 65 849     | 78 km2     |
|         | Map showing the Isle of Man in Europe                  | Île de Man                               | Dépendances de la Couronne              | anglais : Isle of Man mannois : Ellan Vannin                                                                                             | Douglas anglais : Douglas mannois : Doolish                                                             | 86 866     | 572 km2    |
|         | Map showing Jersey in Europe                           | Jersey Bailliage de Jersey               | Dépendances de la Couronne              | anglais : Jersey — Bailiwick of Jersey français : Jèrri — Bailliage de Jèrri Jèrriais: Jèrri — Bailliage de Jèrri                        | Saint Helier anglais : Saint Helier français : Saint-Hélier Jèrriais: Saint Hélyi                       | 96 513     | 118 km2    |

## Zones spéciales de souveraineté interne
Les lieux suivants sont considérés comme des parties intégrantes d'un État mais possèdent des statuts politiques particuliers qui ont été décidés par des ententes internationales.
| * | = Membre de l'Union européenne, bien qu'il puisse y avoir des arrangements spéciaux |

| Drapeau | Carte | Noms français formes courtes et longues | Statut                                                                                     | Noms originaux formes courtes et longues | Capitale                            | Population | Superficie |
| ------- | ----- | --------------------------------------- | ------------------------------------------------------------------------------------------ | ---------------------------------------- | ----------------------------------- | ---------- | ---------- |
|         |       | Åland* État libre associé d'Åland       | Région autonome de Finlande, autonomie significative résultant de la crise des îles Åland. | suédois : Åland — Landskapet Åland       | Mariehamn suédois : Mariehamn       | 27 500     | 6 787 km2  |
|         |       | Svalbard                                | Territoire spécial de Norvège, décidé par le traité concernant le Spitzberg.               | bokmål : Svalbard                        | Longyearbyen, bokmål : Longyearbyen | 2 019      | 62 045 km2 |